# Иматра
И́матра (фин. Imatra) — город в Финляндии в области Южной Карелии (ранее город входил в состав губернии Южная Финляндия, в 2010 году эта административная единица была упразднена).
Население составляет 29,3 тыс. жителей (2007). Основан в 1948 году, статус города получен в 1971 году.
Город расположен на реке Вуоксе, в северной части Карельского перешейка, около границы с Россией, в 210 км от Санкт-Петербурга. Ближайший российский город — Светогорск (7 км).
Основные работодатели в городе — Stora Enso (целлюлозно-бумажное производство), муниципалитет города, Ovako Bar Oy (металлургическая промышленность), пограничная служба.

## Пограничный пункт пропуска
Код пункта выпуска для оформления таможенной декларации (Office of exit) — FI556100.
Государственная граница между Россией (СССР) и Финляндией с 1947 года проходит в 6 км к юго-востоку от Иматры. Менее чем в 1 км от границы расположен российский, ранее советский, город Светогорск. В 1960-е годы между Светогорском и Иматрой уже существовал железнодорожный пограничный переход, который использовался для импорта и экспорта грузов, а в 1970-е годы по договорённости между советскими и финскими властями был создан автомобильный переход, который обслуживал главным образом экспорт советского леса, а также потребности высококвалифицированных иностранных специалистов, которые были приглашены для работы на Светогорском ЦБК. Среди этих специалистов были граждане разных стран, в том числе и США. Специалисты жили в финской Иматре и ездили ежедневно на работу через границу на Светогорский ЦБК.
В 1990-е годы было принято решение реконструировать погранпереход, превратив его в современный МАПП (многосторонний автомобильный пункт пропуска), и разрешить пересекать здесь границу всем, а не только лицам, находящимся в спецсписке. После долгих проволочек задача была решена, и в 2002 году переход заработал. В 2006 году стал круглосуточным. Разрешён переход гражданам всех государств. Как и на всех пограничных КПП в Ленинградской области, разрешено пересечение границы на велосипеде, чем активно пользуются финские и российские велотуристы и местные жители. Расстояние от центра Иматры (район Иматранкоски) до центра Светогорска около 5 км. Пеший переход запрещён, как и на двух других МАПП (Брусничное и Торфяновка).

## Демографическое развитие Иматры 1980–2020 гг.
| Год  | Население |
| ---- | --------- |
| 1980 | ▼36 378   |
| 1985 | ▼35 085   |
| 1990 | ▼33 566   |
| 1995 | ▼32 057   |
| 2000 | ▼30 663   |
| 2005 | ▼29 529   |
| 2010 | ▼28 540   |
| 2015 | ▼27 835   |
| 2020 | ▼26 509   |
| 2024 | ▼24 784   |

## Руководство города

### Мэры
- Toivo Mansner
- Kalervo Aattela
- Aaro Mäkelä
- Jarkko Paronen 1994–1995
- Tauno Moilanen
- Pertti Lintunen 2006–2017
- Rami Hasu 2017–2018
- Kai Roslakka 2018-

## Транспорт
Первый поезд из Петербурга пришёл в Иматру в 1892 году, пассажирские перевозки на этом направлении были прекращены в 1918 году.
Через железнодорожный переход пока нет движения пассажирских поездов, но возможна организация пригородного международного сообщения Петербург-Выборг-Иматра.

## Культура и спорт
Культурный центр Иматры — место для проведения различных культурных мероприятий, праздников, выставок.
Музеи: Художественный музей, Городской культурно-исторический музей, Музей-жилище промышленных рабочих, Карельский дом, Дом-музей ветеранов.
Библиотеки: Главная библиотека, библиотека «Патсан кирьясто», библиотека «Вуоксеннискан кирьясто».
Крытые помещения для занятий физкультурой и спортом: спортивный комплекс (бассейн, кегельбан), ледовый дворец.
Площадки для занятия физкультурой и спортом на открытом воздухе: спортивные площадки (атлетика, игры в мяч, теннис). Оздоровительная физкультура на воздухе (оздоровительные дорожки, лыжни, прогулочные дорожки, пляжи).
В апреле 2014 года прошёл очередной чемпионат мира по хоккею с шайбой среди юниоров.

## Образование
Услуги базового образования и дошкольного образования в Иматре организованы по региональной модели. В городе четыре района со школами и детскими садами как самостоятельными единицами. В последние годы было запланировано закрытие многих школ, а в 2008 году были приняты решения о закрытии школ. Проблема заключается в убыли населения и расположении школ на окраинах населенных пунктов.
Базовое образование предоставляется по следующим заведениям:
- Vuoksenniskan koulu (Классы 1–9)
- Kaukopään koulu (Классы 1–6)
- Virasojan koulu (Toimii Vuoksenniskan koulukeskuksen yhteydessä (luokat 1-6)

Tainionkosken alue
- Tainionkosken koulu (Классы 1–6)

Mansikkalan–Imatrankosken alue
- Imatrankosken koulu (Классы 1–6)
- Meltolan koulu (Классы 1–6)
- Linnalan koulu (Классы 1–6)
- Mansikkalan koulu (Классы 7–9)

Rajapatsaan alue
- Kosken koulu (Классы 7–9)
- Itä-Suomen koulu (Классы 0–9)

Дневные мероприятия организуются от имени города и организаций во всех областях на территории школ и детских садов.
Полное среднее образование в следующих отделениях:
- Совместная средняя школа Иматры, в помещении также находится средняя школа IB Южной Карелии и Финско-русская средняя школа в Восточной Финляндии.  Южнокарельский профессиональный колледж предлагает молодым людям возможность получить высшее профессиональное образование. Есть несколько подвариантов: гостиничный и ресторанный сектор, домашнее хозяйство, изобразительное искусство,  бизнес, сельское хозяйство и садоводство, технологии, здравоохранение и социальная помощь. Офисы расположены в Лаппеенранте, Иматре и Руоколахти.

Заброшенные школы:
- Sienimäen koulu (Классы 1-6)
- Teppanalan koulu (Классы 1-6)
- Tainionkosken koulun yläkoulu (Классы 7-9)
- Vuoksenniskan lukio
- Tainionkosken lukio

## Туризм и достопримечательности
Одним из наиболее привлекательных для туристов объектов является спа-отель «Иматран Кюльпюля», действующий круглый год. Летом большое количество посетителей привлекает сброс воды через плотину Иматранкоски, осуществляемый с конца июня до конца августа по субботам (до 2015 года ежедневно) в 18:00 по местному времени. Кроме этого, пуск воды осуществляется в лютеранское Рождество (25 декабря) и в новый год. В период летних водосбросов желающие могут переправиться через обычно сухое русло Вуоксы на подвесной переправе.
В сравнительно небольшом городе большое количество мест размещения. Самая известная гостиница — «Иматран Валтионхотелли», ныне принадлежащая к сети «Скандик» ("Scandic"). На пешеходной улице Коскенпаррас находится гостиница Center Hotel Imatra (до 2014 года — «Кумулюс Иматра»). На берегу Сайменского озера находится отель «Иматран Кюльпюля». На левом берегу Вуоксы находится гостиница «Вуоксенхови». К числу относительно дешёвых относятся «Анна Керн» и отель «Иматра». Кроме этого, недалеко от Иматры, но уже в юридических границах Лаппеенранты, есть две недорогих гостиницы Karjalan Portti и «Kulkuripoika».
В пределах Иматры два кемпинга, действующих в летнее время: «Уккониеми», расположенный неподалёку от «Иматран Кюльпюля», и «Каластуспуисто» («Рыболовный парк»), расположенный на полуострове и предназначенный главным образом для рыболовов . Есть также открытые круглый год хостелы «Immalanjärvi» («Иммаланъярви»), расположенный в районе Immola и «Уконлинна», расположенный неподалёку от «Иматран Кюльпюля».
В Иматре на берегу реки находится единственный в мире памятник, посвящённый совершившим суицид. В этот город, бывший тогда частью Российской империи, чуть не со всей Европы приезжали те, кто решил покончить с собой. В Санкт-Петербурге было принято решение не продавать билеты в Иматру только в одну сторону, и этой мерой удалось снизить количество суицидов.

## Языковые особенности
Инициатива шести муниципалитетов — Тохмаярви, Иматры, Лаппеэнранты, Пуумалы, Миккели и Савонлинны, ходатайствующих о пятилетнем проекте, в рамках которого в школах этих муниципалитетов было бы возможно заменить изучение шведского языка изучением русского языка, начиная с седьмого класса, но проект не нашёл полного одобрения в правительстве.

## Крупнейшие работодатели
1. Stora Enson Imatran tehtaat 1923
2. Imatran kaupunki 1606
3. Ovako Imatra Oy Ab 600
4. Kaakkois-Suomen rajavartiosto 248
5. VR Group 241
6. Etelä-Karjalan Osuuskauppa 168
7. Tieto Oyj 137
8. Imatran kylpylä 112
9. Imatran seurakunta 107
10. Rämö Oy 85

## Происшествия
Большой резонанс в Финляндии вызвало тройное убийство в Иматре, которое произошло в ночь с 3 на 4 декабря 2016 года. В результате стрельбы, устроенной ранее судимым 23-летним местным жителем Йори Юхани Ласоненом, были убиты председатель городского совета этого города Тиина Вилен-Яппинен и две местные журналистки. Как показало предварительное следствие, Ласонен страдал психическими расстройствами, жертвы были им выбраны случайно.

## Города-побратимы
- Швеция: Лудвика
- Германия: Зальцгиттер
- Словакия: Зволен
- Россия: Тихвин, Зеленогорск, Светогорск
- Венгрия: Сигетвар
- Канада: Китимат
- Украина: Нежин